# Rysopis (film)
Rysopis – polski film obyczajowy z 1964 roku w reżyserii Jerzego Skolimowskiego, debiut fabularny reżysera, a zarazem pierwsze ogniwo trylogii o Andrzeju Leszczycu, stanowionej również przez Walkower (1965) oraz Ręce do góry (1967). Zdjęcia kręcono w Łodzi.

## Fabuła
Andrzej Leszczyc budzi się wczesnym rynkiem w swoim mieszkaniu, zostawia śpiącą dziewczynę Teresę i udaje się na komisję poborową. Ku zdumieniu komisji prosi o natychmiastowe powołanie do służby zasadniczej. Jako powód swojej decyzji wskazuje porzucenie studiów ichtiologicznych i potrzebę rozpoczęcia dorosłego życia w wojsku. Mając kilka godzin do odjazdu pociągu, z kartą poborowego Leszczyc powraca do opuszczonej dziewczyny. Robi zakupy, wychodzi z psem do weterynarza i zostawia tam zwierzę, aby zostało uśpione. Od spotkanego kolegi Mundka pożycza pieniądze. W tramwaju nawiązuje bliższą znajomość z Barbarą. Pobiwszy się z kolegami, po raz ostatni odwiedza swe mieszkanie, zabiera walizki i wskakuje do ruszającego pociągu, który wywozi go do jednostki wojskowej. Przez okno dostrzega machającą ku niemu Barbarę.

## Obsada
- Elżbieta Czyżewska – Teresa/Barbara/żona Leszczyca
- Jerzy Skolimowski – Andrzej Leszczyc
- Tadeusz Minc
- Jacek Szczęk – Mundek
- Andrzej Żarnecki
- Juliusz Lubicz-Lisowski – pan w budce telefonicznej
- Marek Piwowski – mężczyzna w komisji poborowej

## Produkcja
Już na pierwszym roku studiów w łódzkiej szkole filmowej Skolimowski zjawił się w dziale produkcji z prośbą, aby umożliwiono mu realizację etiud. Ze studenckich etiud realizowanych podczas studiów Skolimowski stworzył Rysopis, a swojemu filmowi nadał charakter autobiograficzny. Sam też wcielił się w głównego bohatera – Andrzeja Leszczyca – który stał się jego alter ego. Etiudy Skolimowskiego powstawały bez scenariusza, a reżyser improwizował kwestie dialogowe już na planie filmowym; dopiero na etapie montażu poszczególnych etiud powstał film pełnometrażowy, który jednak sam w sobie miał chaotyczną strukturę. Jednakże owa struktura, oparta na wewnętrznej niespójności, stała się cechą charakterystyczną późniejszych filmów reżysera.

## Odbiór i nagrody
Zygmunt Kałużyński przyjął dzieło Skolimowskiego entuzjastycznie, uznając kreację twórcy Rysopisu za ucieleśnienie „warszawskiego Jamesa Deana [...], osobliwe połączenie dziecięctwa, brutalności i przedwczesnej zgrzybiałości z dodatkowym akcentem pozerstwa, która to mieszanina uchodzi za sam ekstrakt młodego człowieka współczesnego”. Janusz Gazda w swoim eseju na temat tzw. trzeciego kina polskiego pisał, iż w Rysopisie Skolimowskiego „autentyczna sceneria obdrapanych ścian, ponurych klatek schodowych, niekończących się schodów, bezładnie zagraconego poddasza, zwałów desek w przedziwnym, choć przecież konkretnym tartaku – tworzą konsekwentny świat chaosu, który jest jakby częścią osobowości bohatera i podkreśla jego obcość”. Alicja Helman uznała wręcz Rysopis za pierwszą zapowiedź trzeciego kina. Mariusz Dzięglewski, opisując po latach Rysopis w kontekście wczesnej twórczości Skolimowskiego, dostrzegł w dziele reżysera próbę polemiki z „heroizmem wojennego pokolenia” znanego z polskiej szkoły filmowej; jak pisze Dzięglewski, „reżyser rozprawia się też z kompleksem swojego pokolenia, które nie miało okazji do bohaterstwa”.
Film Skolimowskiego został uhonorowany nagrodą za reżyserię i zdjęcia Państwowej Wyższej Szkoły Filmowej w Łodzi, a także Syrenką Warszawską dla najlepszego filmu fabularnego oraz Grand Prix Festiwalu Filmowego w Arnhem.